# Греко-римская борьба на летних Олимпийских играх 1952 — до 52 кг
Соревнования по греко-римской борьбе в рамках Олимпийских игр 1952 года в наилегчайшем весе (до 52 килограммов) прошли в Хельсинки с 24 по 27 июля 1952 года в «Exhibition Hall I».
Турнир проводился по системе с начислением штрафных баллов. За чистую победу штрафные баллы не начислялись, за победу по очкам борец получал один штрафной балл, за любое поражение (по очкам со счётом 2-1, со счётом 3-0 или чистое поражение) — три штрафных балла. Борец, набравший пять штрафных баллов, из турнира выбывал. Трое оставшихся борцов выходили в финал, проводили встречи между собой. Схватка по регламенту турнира продолжалась 15 минут. Если в течение первых десяти минут не было зафиксировано туше, то судьи могли определить борца, имеющего преимущество. Если преимущество никому не отдавалось, то назначалось шесть минут борьбы в партере, при этом каждый из борцов находился внизу по три минуты (очередность определялась жребием). Если кому-то из борцов было отдано преимущество, то он имел право выбора следующих шести минут борьбы: либо в партере сверху, либо в стойке. Если по истечении шести минут не фиксировалась чистая победа, то оставшиеся четыре минуты борцы боролись в стойке.
В наилегчайшем весе боролись 17 участников. Фаворитом соревнований называли шведа Бенгта Юханссона, чемпиона мира 1950 года. Конкуренцию ему мог составить Игнацио Фабра, чемпион Средиземноморских игр 1951 года. У Юханссона турнир не заладился, он побеждал, но набирал штрафные баллы, а после того, как в четвёртом круге проиграл Фабре, выбыл из турнира. Вместе с Фаброй в финал вышли финн Лео Хонкала и никому не известный советский спортсмен Борис Гуревич. Хонкала проиграл обоим конкурентам. Фабра и Гуревич разыграли «золото» между собой. По ходу встречи Фабра побеждал Гуревича, но уже в самом в конце встречи, будучи глухонемым от рождения, неправильно истолковал команду своего тренера, и начал проводить бросок, который спровоцировал Гуревич, и попался на контрприём. Борис Гуревич принёс первую в истории золотую олимпийскую медаль сборной Советского Союза в греко-римской борьбе.

## Призовые места
- Борис Гуревич (URS)
- Игнацио Фабра (ITA)
- Лео Хонкала (FIN)

## Первый круг
| Штрафных баллов | Участник 1              | Результат   | Участник 2               | Штрафных баллов |
| --------------- | ----------------------- | ----------- | ------------------------ | --------------- |
| 0               | Хайни Вебер (GER)       | Туше (3:29) | Вернер Циммер (SAA)      | 3               |
| 1               | Бела Кенеж (HUN)        | 3-0         | Фахреттин Акбаш (TUR)    | 3               |
| 1               | Борис Гуревич (URS)     | 3-0         | Боривой Вуков (YUG)      | 3               |
| 1               | Свен Эге Томсен (DEN)   | 3-0         | Йозеф Земан (TCH)        | 3               |
| 1               | Мориц Мевис (BEL)       | 3-0         | Думитру Пырвулеску (ROU) | 3               |
| 1               | Бенгт Юханссон (SWE)    | 3-0         | Франц Брюннер (AUT)      | 3               |
| 1               | Игнацио Фабра (ITA)     | 3-0         | Эдмон Фо (FRA)           | 3               |
| 0               | Махмуд Омар Фаузи (EGY) | Туше (3:29) | Фритьоф Клаузен (NOR) ¹  | 3               |
| 0               | Лео Хонкала (FIN)       | Пропускал   |                          |                 |

¹ Снялся с соревнований

## Второй круг
| Штрафных баллов | Участник 1               | Результат   | Участник 2              | Штрафных баллов |
| --------------- | ------------------------ | ----------- | ----------------------- | --------------- |
| 0               | Лео Хонкала (FIN)        | Туше (6:41) | Вернер Циммер (SAA)     | 6               |
| 1               | Хайни Вебер (GER)        | 3-0         | Фахреттин Акбаш (TUR)   | 6               |
| 3               | Боривой Вуков (YUG)      | Туше (1:40) | Бела Кенеж (HUN)        | 4               |
| 1               | Борис Гуревич (URS)      | Туше (4:52) | Свен Эге Томсен (DEN)   | 4               |
| 1               | Мориц Мевис (BEL)        | Туше (6:54) | Йозеф Земан (TCH)       | 6               |
| 4               | Думитру Пырвулеску (ROU) | 3-0         | Франц Брюннер (AUT)     | 6               |
| 2               | Бенгт Юханссон (SWE)     | 3-0         | Эдмон Фо (FRA)          | 6               |
| 1               | Игнацио Фабра (ITA)      | Туше (4:15) | Махмуд Омар Фаузи (EGY) | 3               |

## Третий круг
| Штрафных баллов | Участник 1              | Результат | Участник 2               | Штрафных баллов |
| --------------- | ----------------------- | --------- | ------------------------ | --------------- |
| 1               | Лео Хонкала (FIN)       | 2-1       | Хайни Вебер (GER)        | 4               |
| 2               | Борис Гуревич (URS)     | 3-0       | Бела Кенеж (HUN)         | 7               |
| 4               | Боривой Вуков (YUG)     | 3-0       | Свен Эге Томсен (DEN)    | 7               |
| 3               | Бенгт Юханссон (SWE)    | 3-0       | Мориц Мевис (BEL)        | 4               |
| 2               | Игнацио Фабра (ITA)     | 3-0       | Думитру Пырвулеску (ROU) | 7               |
| 3               | Махмуд Омар Фаузи (EGY) | Пропускал |                          |                 |

## Четвёртый круг
| Штрафных баллов | Участник 1          | Результат | Участник 2              | Штрафных баллов |
| --------------- | ------------------- | --------- | ----------------------- | --------------- |
| 2               | Лео Хонкала (FIN)   | 3-0       | Махмуд Омар Фаузи (EGY) | 6               |
| 5               | Хайни Вебер (GER)   | 3-0       | Боривой Вуков (YUG)     | 7               |
| 3               | Борис Гуревич (URS) | 3-0       | Мориц Мевис (BEL)       | 7               |
| 3               | Игнацио Фабра (ITA) | 3-0       | Бенгт Юханссон (SWE)    | 6               |

## Финал

### Встреча 1
| Штрафных баллов | Участник 1          | Результат | Участник 2        | Штрафных баллов |
| --------------- | ------------------- | --------- | ----------------- | --------------- |
| 4               | Борис Гуревич (URS) | 3-0       | Лео Хонкала (FIN) | 5               |
| 3               | Игнацио Фабра (ITA) | Пропускал |                   |                 |

### Встреча 2
| Штрафных баллов | Участник 1          | Результат | Участник 2        | Штрафных баллов |
| --------------- | ------------------- | --------- | ----------------- | --------------- |
| 4               | Игнацио Фабра (ITA) | 3-0       | Лео Хонкала (FIN) | 8               |
| 4               | Борис Гуревич (URS) | Пропускал |                   |                 |

### Встреча 3
| Штрафных баллов | Участник 1          | Результат | Участник 2          | Штрафных баллов |
| --------------- | ------------------- | --------- | ------------------- | --------------- |
|                 | Борис Гуревич (URS) | 3-0       | Игнацио Фабра (ITA) |                 |